# Martinčići
Martinčići is een plaats in de gemeente Grožnjan in de Kroatische provincie Istrië. De plaats telt 132 inwoners (2001).